# Mictoneura eurypelta
Mictoneura eurypelta är en fjärilsart som beskrevs av Oswald Beltram Lower 1920. Mictoneura eurypelta ingår i släktet Mictoneura och familjen vecklare. Inga underarter finns listade i Catalogue of Life.